# Анцирабе I (окръг)
Анцирабе I е окръг в Мадагаскар, в регион Вакинанкарача. Населението на окръга през 2011 година е 225 965 души. Площта му е 144 km². Административен център е град Анцирабе.

## Административно деление
Окръгът се състои от 6 общини (каоминини):
- Ампатана Манджианкенихени
- Анценакели Анджайкиба
- Анцирабе Афувуани Ацинанана
- Махазуариву Аварабухича
- Манудидина Ни Гара Амбилюмбе
- Суамаляза Махациндзо